# Американські блискавки
Американські блискавки (англ. American Flyers) — американська спортивна драма 1985 року.

## Сюжет
Брати Маркус і Девід беруть участь в дуже складних і серйозних змаганнях з велосипедного спорту. Однак спадкове захворювання, від якого помер їх батько, може стати фатальним для Девіда. Він має намір покінчити зі спортом, але Маркусу вдається вмовити брата подолати страх перед хворобою і взяти участь в гонці, яка може стати для нього останньою.

## У ролях
| Актор               | Роль           |
| ------------------- | -------------- |
| Кевін Костнер       | Маркус Соммерс |
| Девід Маршалл Грант | Девід          |
| Рей Дон Чонг        | Сара           |
| Александра Пол      | Беккі          |
| Дженіс Рул          | місіс Соммерс  |
| Лука Берковічі      | Маззін         |
| Роберт Таунсенд     | Джером         |
| Джон Емос           | доктор Конрад  |
| Дої Джонсон         | Рендольф       |
| Джон Гарбер         | Бєлов          |
| Дженніфер Грей      | Леслі          |